# Marie-Anne Isler-Béguin
Marie-Anne Isler, coniugata Béguin (Boulay-Moselle, 30 giugno 1956), è una politica francese, esponente dei Verdi e già europarlamentare.

## Biografia

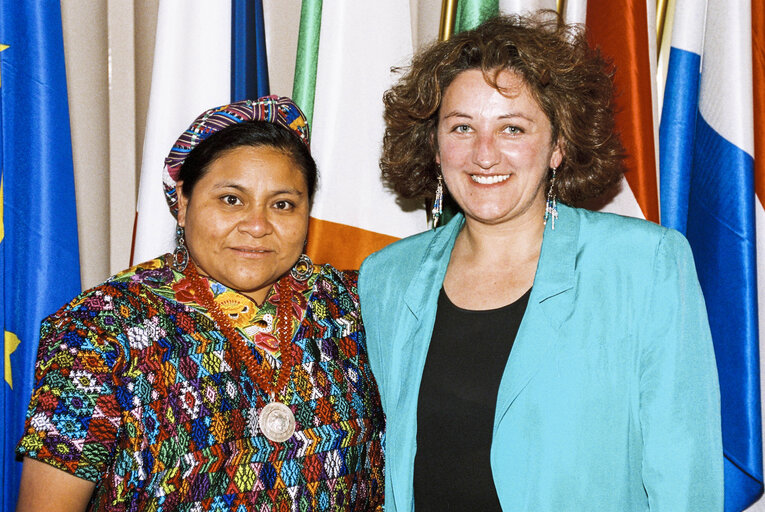
Marie-Anne Isler-Béguin con Rigoberta Menchú

Figlia di contadini, laureata in geografia e scienze ambientali e fondatrice di uno studio di progettazione ambientale, Marie-Anne Isler-Béguin intraprese l'attività politica con i Verdi e scalò posizioni all'interno del partito divenendone membro del consiglio nazionale e poi portavoce. Nel 1993 fondò la Federazione Europea dei Partiti Verdi, che divenne poi il Partito Verde Europeo.
Nel 1984 si candidò infruttuosamente alle elezioni regionali e legislative, non riuscendo a superare la soglia di sbarramento.
Presentatasi come candidata alle europee del 1989, non risultò inizialmente eletta. Nel dicembre del 1991 approdò al Parlamento europeo subentrando alla dimissionaria Dominique Voynet. Tre giorni dopo, Marie-Anne Isler-Béguin fu eletta Vicepresidente del Parlamento europeo all'età di trentacinque anni. Capolista dei Verdi in occasione delle europee del 1994, non risultò eletta in quanto il partito non raccolse i voti necessari a superare lo sbarramento.
Tornò a ricoprire la carica di europarlamentare a seguito delle europee del 1999 e venne rieletta anche nella tornata del 2004. In seno all'assemblea, fu membro della commissione per i bilanci e della commissione per l'ambiente, la sanità pubblica e la politica dei consumatori.
Durante il suo servizio da eurodeputata, Marie-Anne Isler-Béguin si occupò perlopiù di tematiche relative alla tutela dell'ecosistema: fu promotrice di politiche volte a ridurre l'impatto ambientale e la produzione di rifiuti. Partecipò inoltre ai lavori per l'approvazione del REACH.
Fu più volte a capo di missioni di osservazione elettorale dell'Unione europea, tra cui la Georgia in occasione delle consultazioni del 2008, la Mauritania nelle presidenziali del 2007 e la Sierra Leone sempre nel 2007.
Nel 2008 firmò il manifesto di Europa Ecologia.
Dopo la fine del suo mandato da europarlamentare, divenne presidente dell'Istituto Europeo di Ecologia.
Nel 2016 venne insignita della Legion d'onore per il suo impegno a favore dell'ambiente.